# Episodi di I Love Dick
La prima e unica stagione della serie televisiva I Love Dick ha debuttato il 19 agosto 2016 con l'episodio pilota, mentre gli episodi seguenti sono stati pubblicati dal 12 maggio 2017 sul servizio on demand Amazon Video.
| nº | Titolo originale               | Titolo italiano                  | Regia           | Sceneggiatura                   |
| -- | ------------------------------ | -------------------------------- | --------------- | ------------------------------- |
| 1  | Pilot                          | Episodio pilota                  | Jill Soloway    | Jill Soloway, Sarah Gubbins     |
| 2  | The Conceptual Fuck            | La scopata concettuale           | Kimberly Peirce | Sarah Gubbins                   |
| 3  | Scenes from a Marriage         | Scene da un matrimonio           | Andrea Arnold   | Heidi Schreck                   |
| 4  | Ilinx                          | Ilinx                            | Andrea Arnold   | Carla Ching                     |
| 5  | A Short History of Weird Girls | Breve storia di ragazze strane   | Jill Soloway    | Annie Baker, Heidi Schreck      |
| 6  | This Is Not a Love Letter      | Questa non è una lettera d'amore | Jim Frohna      | Esti Giordani, Diona Reasonover |
| 7  | The Barter Economy             | L'economia del baratto           | Andrea Arnold   | Dara Resnik                     |
| 8  | Cowboys and Nomads             | Cowboys e nomadi                 | Andrea Arnold   | Sarah Gubbins, Heidi Schreck    |